# Gia Nadareišvili
Gia Nadareišvili (Tbilisi, 22. rujna 1921. – Tbilisi, 3. listopada 1991.), bio je sovjetski šahist, šahovski kompozitor i velemajstor šahovskih kompozicija gruzijskog porijekla. Po struci je bio neurolog.
Nadareišvili je skladao oko 500 studija, osvajajući 21 prvo mjesto, 25 drugih mjesta i 20 trećih mjesta na međunarodnim turnirima. Objavio je velik broj knjiga na temu studija konačnice, uključujući kolekciju od 312 studija koju je u svojim knjigama spomenulo 43 velemajstora.